# ダニエル・エバンス
ダニエル・"ダン"・エバンス（Daniel "Dan" Evans,  1990年5月23日 - ）は、イギリスの男子プロテニス選手。イングランド・バーミンガム出身。ATP自己最高ランキングはシングルス21位、ダブルス52位。ATPツアーシングルスで2勝を挙げている。身長175 cm、体重75 kg。右利き、バックハンド・ストロークは片手打ち。

## 選手経歴

### ジュニア時代
バーミンガムのホール・グリーン地区で電気技師の父親と看護師の母親の元で生まれた。7歳のときにスカッシュを父親と始めてから地元のスカッシュクラブに通うようになった。同じラケット球技であることからテニスにも興味を持ち、本格的にテニスを始めることになった。次第にテニスの才能を発揮して13歳のときにラフバラーに移り住み、アカデミーでトレーニングを始める。

### 2006年 プロ転向
ヨーロッパの16歳以下のランキングでトップになり、プロ転向を果たした。

### 2009年 グランドスラム初出場
2009年ウィンブルドン選手権でワイルドカードをもらいグランドスラム初出場を果たす。1回戦で第12シードのニコライ・ダビデンコに敗れた。年間最終ランキングは261位。

### 2013年 グランドスラム3回戦進出
2013年全米オープンでは第11シードの錦織圭を6-4, 6-4, 6-2で破り、グランドスラム初勝利を果たす。さらに2回戦でバーナード・トミックに勝利し、トミー・ロブレドとの3回戦まで進出した。年間最終ランキングは150位。

### 2015年 デビス杯初優勝

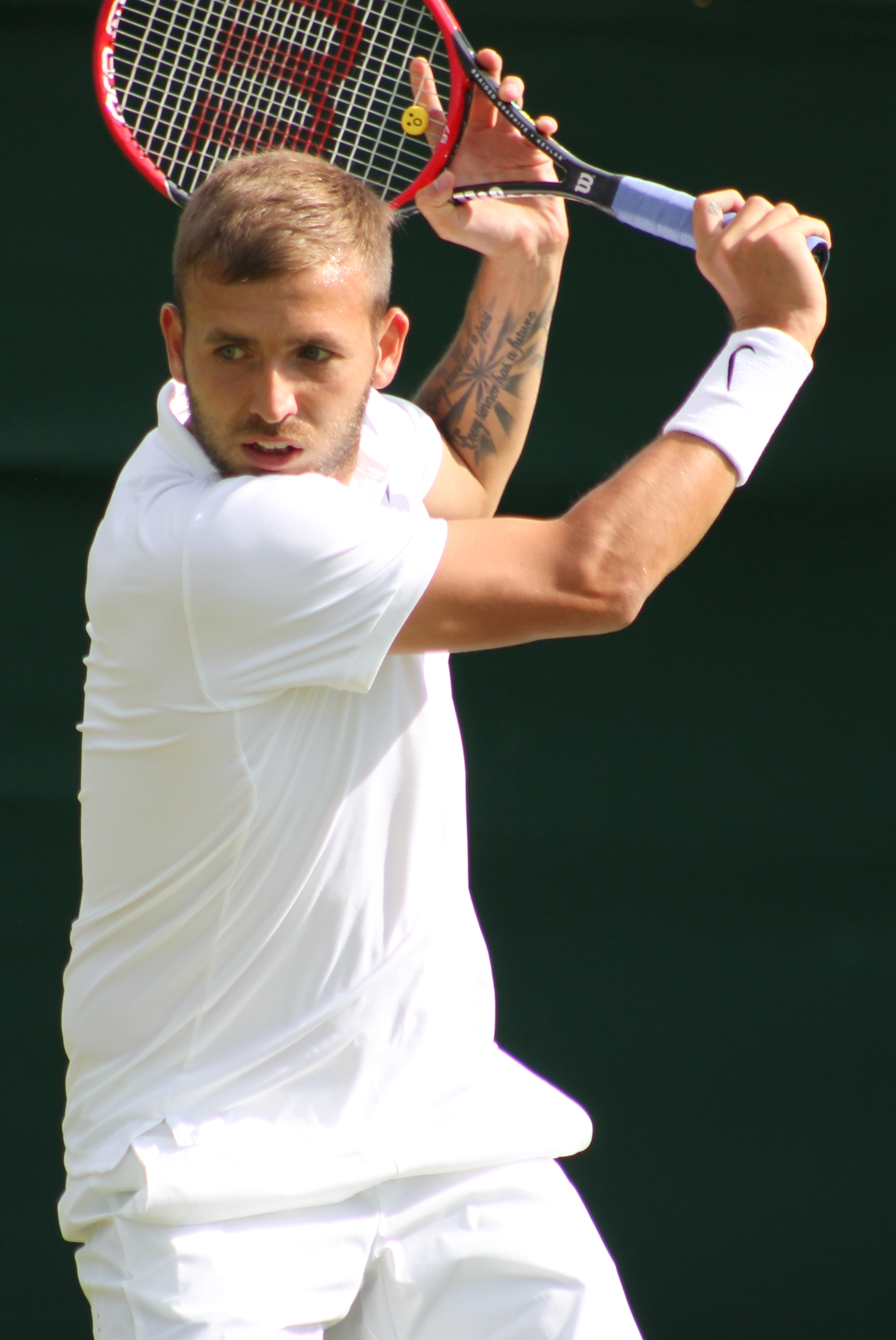
2015年ウィンブルドン選手権予選でのダニエル・エバンス

デビスカップ2015ではデビスカップイギリス代表として準決勝に出場し、優勝メンバーの1人となった。年間最終ランキングは183位。

### 2016年 グランドスラム3回戦進出

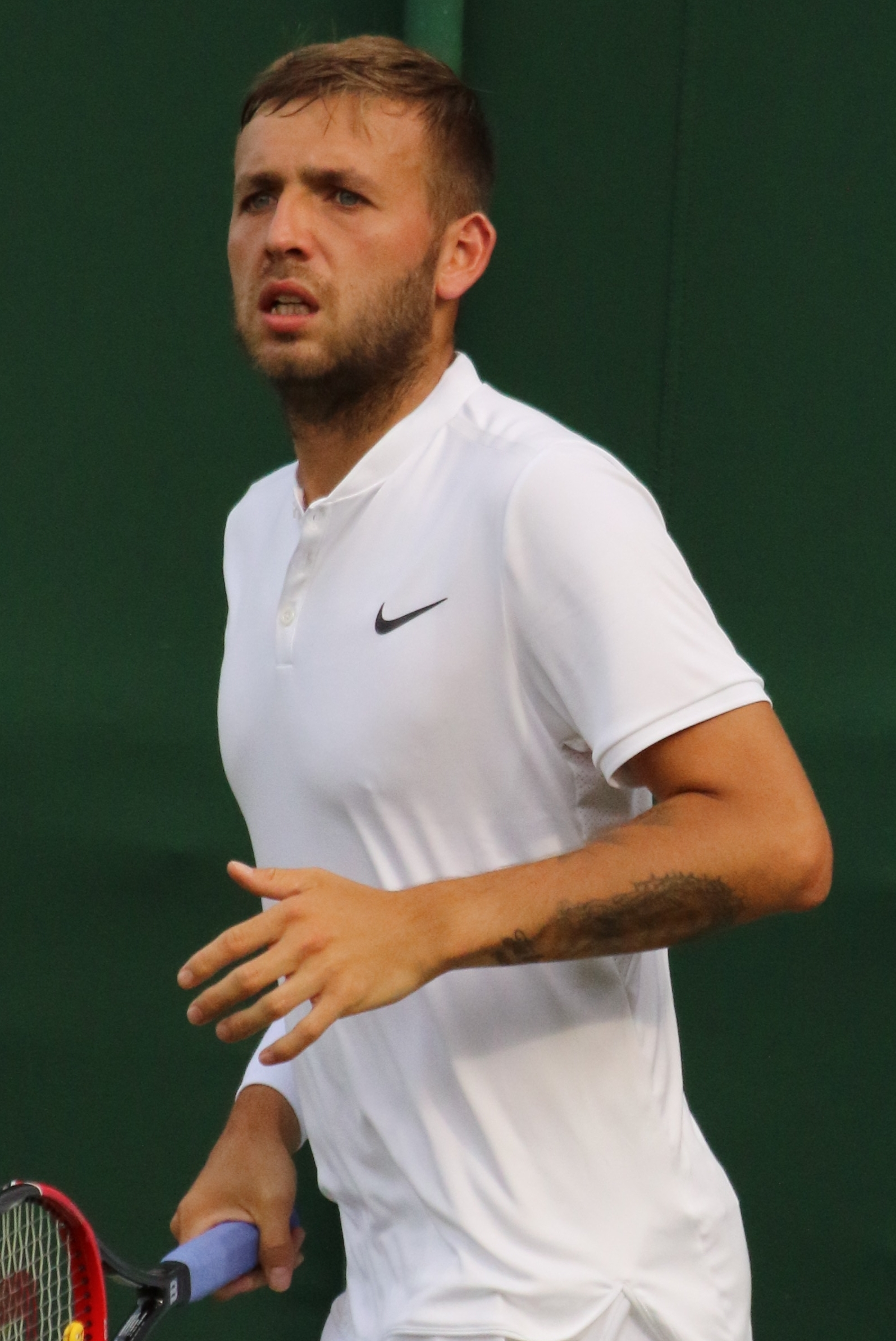
2016年ウィンブルドン選手権でのダニエル・エバンス

全豪オープンで予選を通過し全豪初出場。1回戦で第18シードのフェリシアーノ・ロペスに敗れた。ウィンブルドン選手権では1回戦でヤン＝レナルト・シュトルフを破り、地元ウィンブルドンで初勝利を挙げた。さらに2回戦で第30シードのアレクサンドル・ドルゴポロフを破り、3回戦に進出。3回戦では世界ランク3位のロジャー・フェデラーに4-6, 2-6, 2-6のストレートで敗れた。全米オープンでは2回戦で第27シードのアレクサンダー・ズベレフを破り、3年ぶりに3回戦に進出。3回戦では世界ランク3位のスタン・ワウリンカにマッチポイントを握るも6-4, 3-6, 7-6(6), 6-7(8), 2-6で敗れた。年間最終ランキングは66位。

### 2017年 トップ50入り
シドニー国際では準々決勝で世界ランキング8位のドミニク・ティームを破ると、準決勝でアンドレイ・クズネツォフに勝利し、自身初のツアーの決勝進出。決勝でジレ・ミュラーに敗れ、準優勝。その好調さのまま挑んだ全豪オープンでは2回戦で世界ランキング7位のマリン・チリッチに3-6, 7-5, 6-3, 6-3で勝利。3回戦でも第27シードのバーナード・トミックに勝利し、自身初のグランドスラム4回戦進出。4回戦で第12シードのジョー＝ウィルフリード・ツォンガに7-6(4), 2-6, 4-6, 4-6で敗れたが、大会後に世界ランキング45位なり、トップ50入り。さらに3月6日付のランキングで自己最高の41位を更新。BNPパリバ・オープンでは錦織圭に2回戦敗退。マイアミ・オープンでは初戦敗退。モンテカルロ・マスターズでは同胞のカイル・エドマンドに初戦敗退。マドリード・オープンではロビン・ハーセに初戦敗退。BNLイタリア国際ではイジー・ベセリーに初戦敗退。全仏オープンでは初戦敗退。2017年6月に禁止薬物のコカインに陽性反応を示し、ドーピング違反で資格停止処分を受けることになった。本人は使用を認めている。年間最終ランキングは133位。

### 2018年 チャレンジャー6勝目
2017年6月に禁止薬物使用により、ツアーにおける大会出場資格停止処分を受け、2018年4月18日にその停止処分が解除となった。その後はATPチャレンジャーツアーをメインにツアー復帰。5月1日に開催されたグラスゴー・チャレンジャーでは予選通過するも、初戦敗退。5月末のラフバラー・チャレンジャーでも予選3試合を突破するも、2回戦敗退。6月のノッティンガム・オープンでは決勝進出をするも、決勝でアレックス・デミノーに敗れて、準優勝。ウィンブルドン選手権では予選2回戦で敗退するも、8月のラフバンクーバー・チャレンジャーでは優勝し、チャレンジャー6勝目を挙げた。年間最終ランキングは192位。

### 2019年 ツアー2度の決勝進出

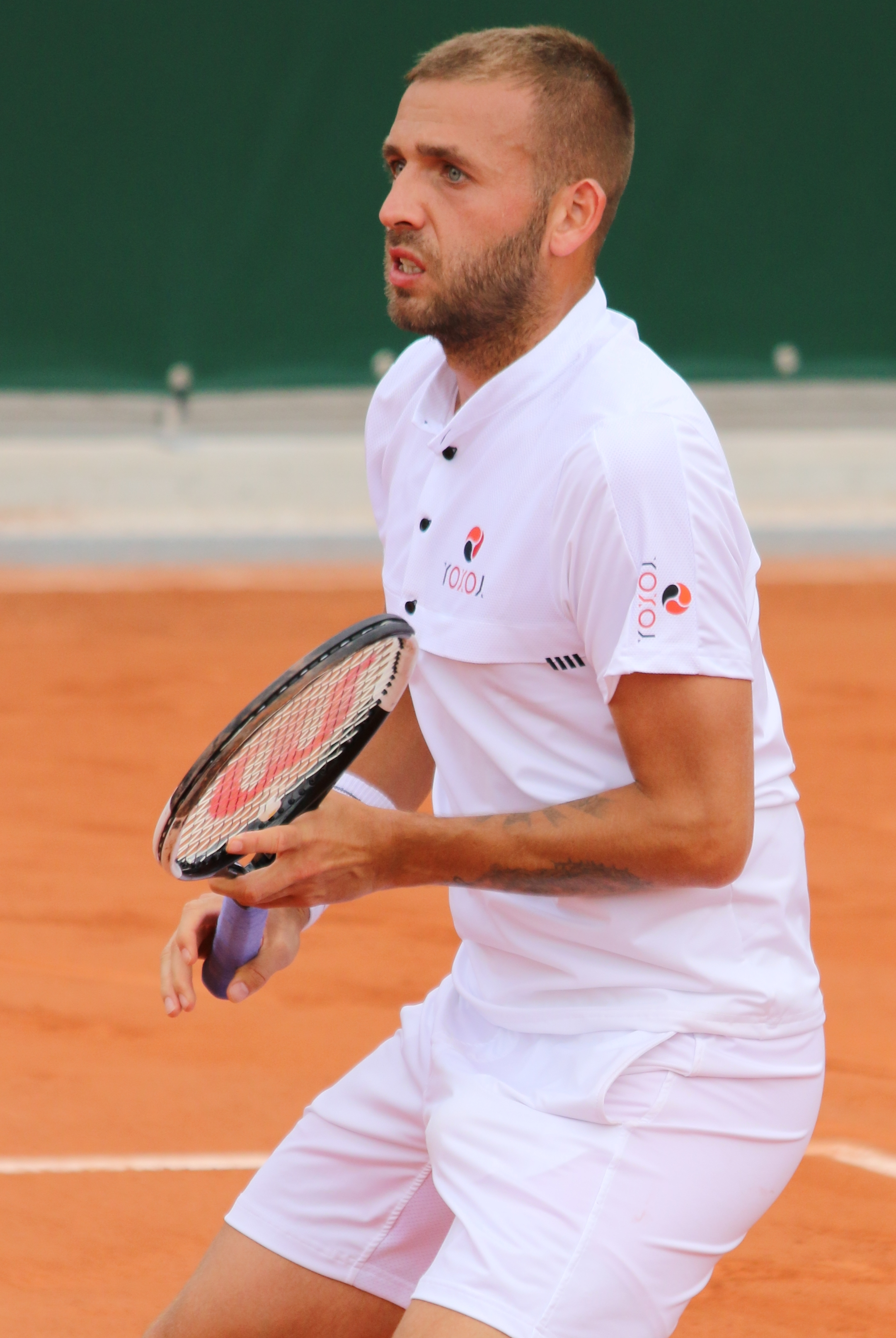
2019年全仏オープンでのダニエル・エバンス

全豪オープンでは1回戦で伊藤竜馬を7-5, 6-1, 7-6(8)のストレートで破るも、2回戦では第3シードのロジャー・フェデラーに7-6(5), 7-6(3), 6-3のストレートで敗退したが、2月のカンペール・チャレンジャーでは準優勝。続くデルレイビーチ・オープンでは準決勝で第2シードのジョン・イズナーを3-6, 6-2, 6-3で下し、自身2度目のツアー決勝進出。決勝ではラドゥ・アルボットに敗れ、準優勝。BNPパリバ・オープンではスタン・ワウリンカに初戦敗退。マイアミ・オープンでは2回戦でデニス・シャポバロフに敗退。

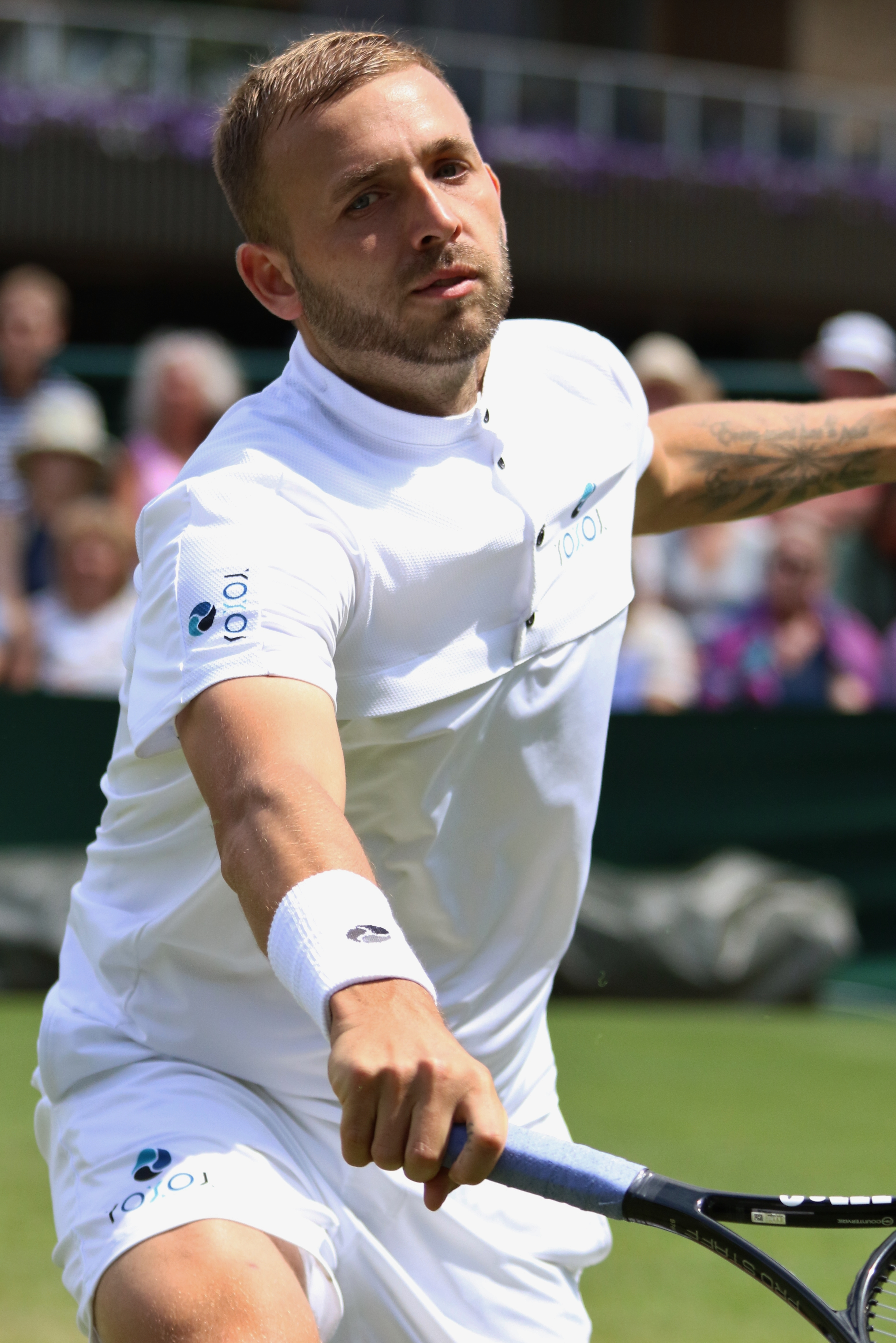
2019年ウィンブルドン選手権でのダニエル・エバンス

BNLイタリア国際では1回戦でキャスパー・ルードに初戦敗退。全仏オープンではフェルナンド・ベルダスコに3-6, 7-6(4), 3-6, 2-6で初戦敗退したが、芝のサービトン・トロフィーとノッティンガム・チャレンジャーでは2週連続優勝。ウィンブルドン選手権では3回戦でジョアン・ソウザに4-6, 6-4, 5-7, 6-4, 4-6のフルセットで敗退。ロジャーズ・カップでは2回戦でラファエル・ナダルに敗れた。全米オープンでは3回戦ではフェデラーに6-2, 6-2, 6-1のストレートで敗退。年間最終ランキングは42位。

### 2020年 ATP杯ベスト8
イギリス代表のエースとして新設されたATPカップに出場し、チームをベスト8まで導いた。
全豪オープンでは1回戦でマッケンジー・マクドナルドを3-6, 4-6, 6-1, 6-2, 6-3のフルセットで破るも、2回戦では西岡良仁に4-6, 3-6, 4-6のストレートで敗れた。ドバイ・テニス選手権では準々決勝で第6シードのアンドレイ・ルブレフを6-2 7-6(9)で下しベスト4入りするも、準決勝でステファノス・チチパスに敗れた。ウエスタン・アンド・サザン・オープンでは1回戦でルブレフを破るも、2回戦でミロシュ・ラオニッチに敗れた。全米オープンでは1回戦でチアゴ・ザイボチ・ヴィウチを破るも、2回戦ではコランタン・ムーテに敗退。BNLイタリア国際ではホベルト・ホルカシュに初戦敗退。全仏オープンでは錦織圭と1回戦で対決して、6-1, 1-6, 6-7(3), 6-1, 4-6のフルセットの末に初戦敗退。年間最終世界ランキング33位。

### 2021年 ツアー初優勝 トップ25入り
マリー・リバーオープンの決勝ではフェリックス・オジェ＝アリアシムを6-2, 6-3で倒し、30歳にして悲願のツアー初優勝を果たし、幸先の良いスタートを切った。
全豪オープンでは初戦で同胞のキャメロン・ノリーに4-6, 6-4, 4-6, 5-7で敗れた。カタール・エクソンモービル・オープンでは2回戦で復帰明けのロジャー・フェデラーに敗れた。マイアミ・オープンのダブルスでは同胞のニール・スクプスキと組み、決勝進出。決勝ではマテ・パビッチ/ニコラ・メクティッチ組に敗れて、マスターズダブルス準優勝。
モンテカルロ・マスターズでは2回戦でフベルト・フルカチュを6-4 6-1、3回戦で世界ランキング1位のノバク・ジョコビッチを6-4, 7-5のストレートで下す金星を挙げ、ベスト8入り。準々決勝ではダビド・ゴファンを破り、マスターズ1000初のベスト4入り。準決勝ではステファノス・チチパスに敗退。同大会のダブルスでもマイアミ・オープンに続いて決勝進出。決勝では同じくパビッチ/メクティッチ組に敗れて、マスターズダブルス2連続で準優勝。
マドリード・オープンでは3回戦でアレクサンダー・ズベレフに敗れた。BNLイタリア国際ではテイラー・フリッツに初戦敗退。全仏オープンでは1回戦でミオミル・キツマノビッチに敗れた。地元イギリス勢のナンバー1選手として出場したウィンブルドン選手権では3回戦でセバスチャン・コルダに3-6, 6-3, 3-6, 4-6で敗れた。
ナショナル・バンク・オープンでは全米オープンでは初の4回戦進出。4回戦ではダニール・メドベージェフに敗れた。BNPパリバ・オープンでは2回戦で錦織圭を破ったが、3回戦でディエゴ・シュワルツマンに敗れた。パリ・マスターズではアレクサンダー・ブブリクに初戦敗退。年間最終ランキングは25位。

### 2022年 マスターズベスト4
ATPカップでは単複ともに5戦全勝する活躍を見せるも、チームはラウンドロビン敗退。
全豪オープンでは第24シードとして出場。1回戦でダビド・ゴファンを6-4, 6-3, 6-0のストレートで破り、2回戦のアーサー・リンダークネッシュ戦では相手が試合前に棄権。3回戦では第9シードのフェリックス・オジェ＝アリアシムに4-6, 1-6, 1-6のストレートで敗退。BNPパリバ・オープンでは3回戦でラファエル・ナダルに敗退。マイアミ・オープンでは2回戦で西岡良仁に敗れた。

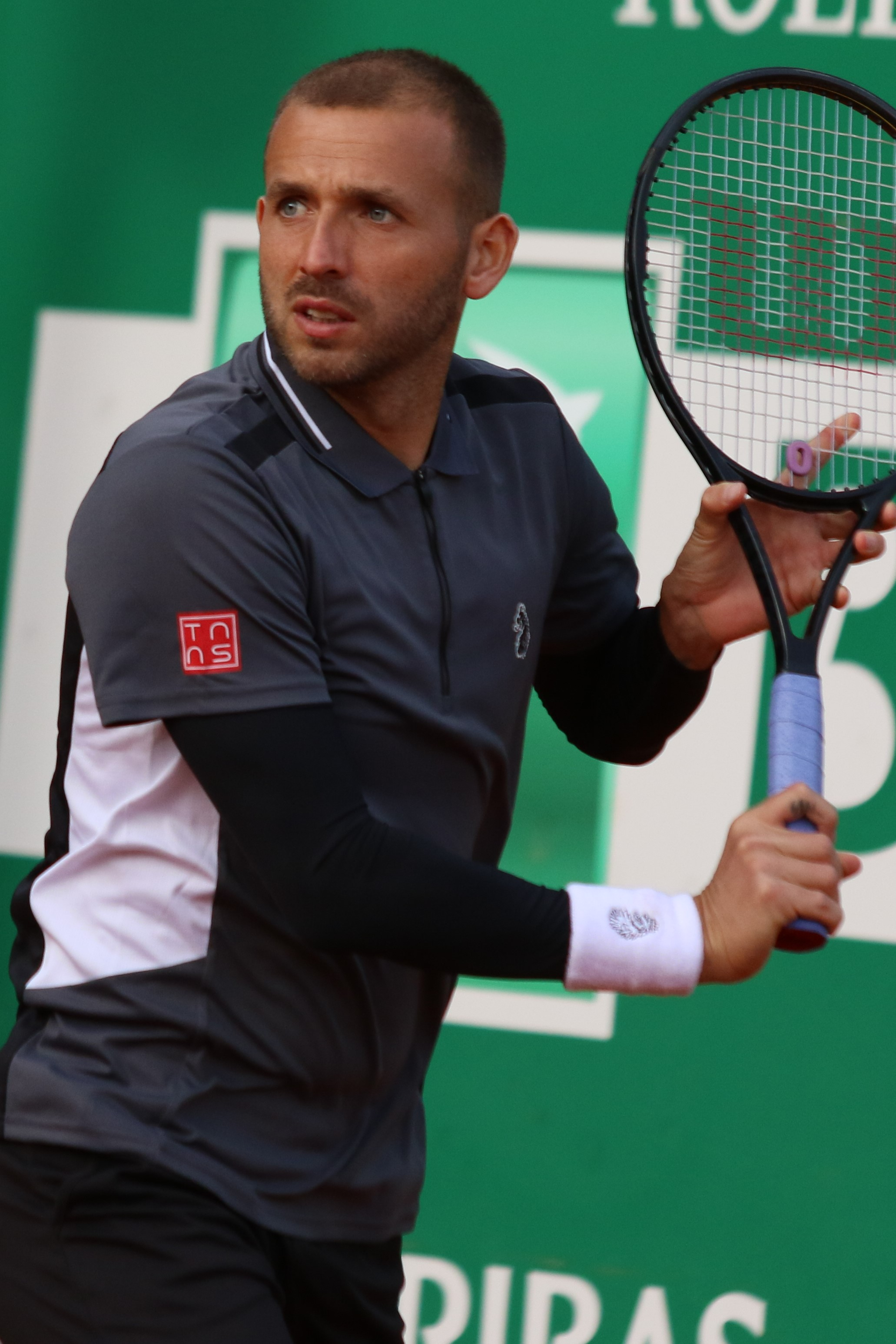
2022年モンテカルロ・マスターズでのダニエル・エバンス

モンテカルロ・マスターズとマドリード・オープンでは3回戦進出するも、それぞれゴファンとアンドレイ・ルブレフに敗退。BNLイタリア国際ではニコロズ・バシラシビリに初戦敗退。全仏オープンでは第29シードとして出場し、全仏初勝利。2回戦ではマイケル・イマーに3-6, 6-3, 2-6, 3-6で敗退。ノッティンガム・オープンでは決勝でジョーダン・トンプソンを6-4, 6-4で破り、優勝。ウィンブルドン選手権では第28シードで出場するも、初戦敗退。
シティ・オープンでは3回戦ではテイラー・フリッツが3-6 7-6(6) 4-1となったところで途中棄権しベスト8進出。ジョン・ピアースと組んだダブルスでもベスト8進出。ナショナル・バンク・オープンでは2回戦で第5シードのアンドレイ・ルブレフを6-4 6-4、3回戦では第10シードのフリッツを7-6(5) 1-6 7-5で下してマスターズ1000で2度目のベスト4入り。準決勝でパブロ・カレーニョ・ブスタに5-7, 7-6(7), 2-6で敗退するも、ダブルスではジョン・ピアースと組み、準決勝でヤン・ジェレンスキ/フベルト・フルカチュのペアを下し決勝進出。自身3度のマスターズダブルス準優勝を果たした。全米オープンでは第20シードとして出場。3回戦で第15シードのマリン・チリッチに6-7(11), 7-6(3), 2-6, 5-7で敗れた。パリ・マスターズでは2回戦でステファノス・チチパスに敗退。年間最終ランキングは27位。

### 2023年 ツアー2勝目
1月、新設されたユナイテッド・カップにはイギリス代表として初出場を果たし、ベスト8入り。全豪オープンでは第25シードとして出場して、3回戦で第5シードのアンドレイ・ルブレフに4-6, 2-6, 3-6のストレートで敗れた。
2月、カタール・エクソンモービル・オープンではエーミル・ルースヴオリに5-7, 4-6で初戦敗退するも、ダブルスではベスト4進出する。続くドバイ・テニス選手権初戦ではボルナ・チョリッチ戦で2-2の時点で途中棄権。
3月、BNPパリバ・オープンでは同胞のジャック・ドレイパーに4-6, 2-6のストレートで初戦敗退。ジョン・ピアースとのペアでダブルスにも出場し、初戦で地元勢のペア、テイラー・フリッツ/トミー・ポール (テニス) 組を6-3 6-3で下すも2回戦敗退。同月下旬のマイアミ・オープンではロレンツォ・ソネゴに6-4, 3-6, 2-6に初戦敗退。
4月、ハサン2世グランプリでは準決勝でロベルト・カルバレス・バエナに6-2, 4-6, 2-6で敗れた。同月中旬、モンテカルロ・マスターズではイリヤ・イヴァシュカに6-2, 2-6, 3-6で初戦敗退。バルセロナ・オープンでは準決勝でカルロス・アルカラスに2-6, 2-6で完敗を喫した。同月下旬、マドリード・オープンではベルナベ・サパタ・ミラジェスに3-6, 2-6で初戦敗退。
5月、BNLイタリア国際ではロベルト・カルバレス・バエナに6-7(5), 7-5, 4-6で初戦敗退。全仏オープンでは第20シードとして出場するも、タナシ・コキナキスに4-6, 4-6, 4-6のストレートで初戦敗退。
6月、エイゴン・サービトン・トロフィーでは第1シードとして出場するも、2回戦でガブリエル・ディアロに5-7, 2-6で敗れた。クイーンズ・クラブ選手権ではセバスチャン・コーダに4-6, 5-7で初戦敗退。
7月、ウィンブルドン選手権では第27シードとして出場するも、クエンティン・ハリーズに2-6, 3-6, 7-6(5), 4-6で初戦敗退。
8月、前週のアトランタ・オープンでは初戦敗退を喫していたが、ムバダラ・シティDCオープンでは準々決勝でフランシス・ティアフォーを6-4, 7-5、準決勝でグリゴール・ディミトロフを6-3, 7-6(4)で下して、決勝進出。決勝でタロン・フリークスポールを7-5, 6-3のストレートで破り、2021年2月以来、約2年6ヶ月ぶりとなるツアー2勝目を挙げた。同月中旬、ナショナル・バンク・オープンではガブリエル・ディアロでは6-7(4), 5-7、ウエスタン・アンド・サザン・オープンではロレンツォ・ムゼッティに4-6, 3-6のストレートでそれぞれ初戦敗退。同月下旬、全米オープンでは第26シードとして出場し、1回戦ではダニエル・エラヒ・ガランを4-6, 2-6, 5-7、2回戦ではボーティック・ファン・デ・ザンスフルプを1-6, 6-1, 6-3, 6-3で下す。3回戦では第1シードのカルロス・アルカラスに2-6, 3-6, 6-4, 3-6と第3セットを奪うも、敗れた。
9月、成都オープンではロマン・サフィウリンに3-6, 3-6、続くチャイナ・オープンではヤニック・シナーに4-6, 7-6(2), 3-6とそれぞれ初戦敗退。
10月、4年ぶりとなった上海マスターズでは第30シードとして本戦初出場。2回戦ではミハイル・ククシュキンに6-2, 3-0(不戦勝)、3回戦ではカルロス・アルカラスに6-7(1), 4-6の接戦の末に敗れた。年間最終ランキングは38位。

### 2024年 ツアー通算150勝 パリ五輪ダブルスベスト8
全豪オープンではロレンツォ・ソネゴに6-4, 6-7(8), 2-6, 6-7(4)の逆転で初戦敗退。しかし、3月のマイアミ・オープンではソネゴを1-6, 6-3, 6-4の逆転で勝利したことでツアー通算150勝を達成した。全仏オープンでは第13シードのホルガ・ルーネに4-6, 4-6, 4-6のストレートで初戦敗退。さらにウィンブルドン選手権でも第24シードのアレハンドロ・タビロに2-6, 5-7, 3-6のストレートで初戦敗退となり、ツアー大会でここまで今季3勝しか挙げられない苦しい状態となり、8月5日には世界ランキング176位まで大幅下降したが、2024年パリオリンピックのテニス競技にイギリス代表としてシングルスとダブルスの出場資格を与えられ、オリンピック初出場を果たした。1回戦ではチュニジア代表のモエズ・エチャルを6-2, 4-6, 6-2で破り、オリンピック初勝利を挙げるも、2回戦ではギリシャ代表のステファノス・チチパスに1-6, 2-6のストレートで敗れた。アンディ・マレーと組んだダブルスでは1回戦で日本の錦織圭/ダニエル太郎組を6-2, 6-7(5), 11-9で破り、2回戦ではベルギーのサンダー・ジレ/ヨラン・フリーゲン組に6-3, 6-7(8), 11-9で下してベスト8進出。準々決勝ではアメリカのテイラー・フリッツ/トミー・ポール (テニス) 組に2-6, 4-6のストレートで敗れた。全米オープンでは1回戦で第23シードのカレン・ハチャノフを6-7(6), 7-6(2), 7-6(4), 4-6, 6-4のフルセットの死闘の末に下して、初戦突破を果たした。試合時間は5時間35分で、大会史上最長記録を32年ぶりに更新した。2回戦ではアレハンドロ・タビロを6-4, 6-3, 6-3のストレートで下して、3回戦進出。3回戦では第10シードのアレックス・デミノーに3-6, 7-6(4), 0-6, 0-6で敗れた。年間最終ランキングは168位。

### 2025年 トップ200圏外
全豪オープンでは予選1回戦でジェームス・ケント・トロッターに4-6, 6-3, 3-6で敗れ、予選敗退となり、2018年以来となる7年ぶりにグランドスラム本戦出場を逃した。全仏オープンでは予選1回戦でビリー・ハリスを7-5, 6-3のストレートで下すも、次戦ではクレマン・タビュールを1-6, 3-6のストレートで敗れ、予選2回戦敗退となり、今季は不調が続き、この時点で世界ランキングは213位まで下降した。

## ATPツアー決勝進出結果

### シングルス: 4回 (2勝2敗)
| 大会グレード                    |
| グランドスラム (0–0)            |
| ATPファイナルズ (0–0)           |
| ATPツアー・マスターズ1000 (0–0) |
| ATPツアー500 (1–0)              |
| ATPツアー250 (1–2)              |

| サーフェス別タイトル |
| ハード (2–2)         |
| クレー (0–0)         |
| 芝 (0–0)             |

| 結果   | No. | 決勝日        | 大会                     | サーフェス | 対戦相手                         | スコア             |
| ------ | --- | ------------- | ------------------------ | ---------- | -------------------------------- | ------------------ |
| 準優勝 | 1.  | 2017年1月14日 | シドニー                 | ハード     | ジレ・ミュラー                   | 6-7(5–7), 2-6      |
| 準優勝 | 2.  | 2019年2月25日 | デルレイビーチ・オープン | ハード     | ラドゥ・アルボット               | 6-3, 3-6, 6-7(7–9) |
| 優勝   | 1.  | 2021年2月7日  | マレー・リバーオープン   | ハード     | フェリックス・オジェ＝アリアシム | 6-2, 6-3           |
| 優勝   | 2.  | 2023年8月7日  | ワシントンD.C.           | ハード     | タロン・フリークスポール         | 7-5, 6-3           |

## プレースタイル
パワーとスピード重視の現代テニスにおいて、クラシカルなスライスショットを多用する稀有な存在。身長175cmと小柄で強烈なサーブやパワーのあるショットはあまり待ち合わせていないが、その分、バックハンドのほとんどがスライスであり、スライスを中心にプレーを展開し、相手を翻弄する。ボレーの技術も高く、ダブルスも得意としている。得意なサーフェスは芝である一方、苦手なサーフェスはクレーである。
2023年4月16日、西岡良仁が自身のYouTubeチャンネル内でエバンスのプレースタイルについて上記の内容を含めて紹介していた。

## デビスカップ

### 優勝 (1)
| 年     | イギリスチーム | ラウンド/相手                                                                                                 |
| ------ | --- | --- |
| 2015年 | アンディ・マリー ジェームズ・ウォード ダニエル・エバンス カイル・エドマンド ジェイミー・マリー ドミニク・イングロット | 1R: イギリス 3–2 アメリカ QF: イギリス 3–1 フランス SF: イギリス 3–2 オーストラリア FN: ベルギー 1–3 イギリス |

## シングルス成績

### 4大大会シングルス
略語の説明
| W | F | SF | QF | #R | RR | Q# | LQ | A | Z# | PO | G | S | B | NMS | P | NH |

W=優勝, F=準優勝, SF=ベスト4, QF=ベスト8, #R=#回戦敗退, RR=ラウンドロビン敗退, Q#=予選#回戦敗退, LQ=予選敗退, A=大会不参加, Z#=デビスカップ/BJKカップ地域ゾーン, PO=デビスカップ/BJKカッププレーオフ, G=オリンピック金メダル, S=オリンピック銀メダル, B=オリンピック銅メダル, NMS=マスターズシリーズから降格, P=開催延期, NH=開催なし.
| 大会           | 2009 | 2010 | 2011 | 2012 | 2013 | 2014 | 2015 | 2016 | 2017 | 2018 | 2019 | 2020 | 2021 | 2022 | 通算成績 |
| -------------- | ---- | ---- | ---- | ---- | ---- | ---- | ---- | ---- | ---- | ---- | ---- | ---- | ---- | ---- | -------- |
| 全豪オープン   | A    | LQ   | A    | A    | A    | LQ   | A    | 1R   | 4R   | A    | 2R   | 2R   | 2R   | 3R   | 6-6      |
| 全仏オープン   | A    | A    | A    | A    | A    | LQ   | A    | A    | 1R   | A    | 1R   | 1R   | 1R   | 2R   | 1-5      |
| ウィンブルドン | 1R   | LQ   | 1R   | A    | LQ   | 1R   | LQ   | 3R   | A    | LQ   | 3R   | NH   | 3R   | 1R   | 6-7      |
| 全米オープン   | LQ   | A    | A    | A    | 3R   | LQ   | A    | 3R   | A    | A    | 3R   | 2R   | 4R   |      | 10-5     |

### 大会最高成績
| 大会                 | 成績 | 年               |
| -------------------- | ---- | ---------------- |
| ATPファイナルズ      | A    | 出場なし         |
| インディアンウェルズ | 3R   | 2021, 2022       |
| マイアミ             | 2R   | 2019, 2021, 2022 |
| モンテカルロ         | SF   | 2021             |
| マドリード           | 3R   | 2019, 2022       |
| ローマ               | 2R   | 2023             |
| カナダ               | SF   | 2022             |
| シンシナティ         | 2R   | 2020             |
| 上海                 | 3R   | 2023             |
| パリ                 | 2R   | 2022             |
| オリンピック         | 2R   | 2024             |
| デビスカップ         | W    | 2015             |
| ATPカップ            | QF   | 2020             |
| ユナイテッド・カップ | QF   | 2023             |

## ダブルス成績

### 大会最高成績
| 大会                 | 成績 | 年         |
| -------------------- | ---- | ---------- |
| ツアーファイナルズ   | A    | 出場なし   |
| インディアンウェルズ | 2R   | 2023       |
| マイアミ             | F    | 2021       |
| モンテカルロ         | F    | 2021       |
| マドリード           | 2R   | 2021, 2023 |
| ローマ               | 2R   | 2023       |
| カナダ               | F    | 2022       |
| シンシナティ         | 2R   | 2020       |
| 上海                 | A    | 出場なし   |
| パリ                 | 2R   | 2021, 2022 |
| オリンピック         | QF   | 2024       |
| デビスカップ         | W    | 2015       |
| ATPカップ            | QF   | 2020       |
| ユナイテッド・カップ | QF   | 2023       |